# Hamane Niang
Hamane Niang est un homme politique malien né le 6 juin 1952 à Kayes (Mali).
Après des études fondamentales à Kayes puis secondaires au lycée technique de Bamako de 1970 à 1973, Hamane Niang a suivi des études supérieures à Dakar (Sénégal) où il obtient une maîtrise en Sciences économiques puis à Caen (France) où il obtient un diplôme d'études supérieures spécialisées (DESS), option gestion financière.
De retour au Mali, il exerce les fonctions de fondé de pouvoir puis directeur adjoint du crédit à la Banque de développement du Mali entre 1981 et 1989 avant d’être nommé assistant au cabinet du ministère des Finances et du Commerce et d’entrer dans la société Mobil Oil Mali en tant que chef du service comptabilité, puis directeur administratif et financier.
En 1994, il est nommé directeur du service commercial puis directeur général adjoint de Elf Oil Mali/Total Mali. En 2005, il devient le directeur général de la Malienne de l'automobile.
Le 3 octobre 2007, Hamane Niang est nommé ministre de la Jeunesse et des Sports dans le gouvernement de Modibo Sidibé. Il est maintenu à ce poste lors du remaniement du 9 avril 2009. Le 6 avril 2011 il est nommé ministre de la culture dans le gouvernement de Gouvernement de Cissé Mariam Kaïdama Sidibé.
Depuis 1999, Hamane Niang est président de la Fédération malienne de basket-ball.
Les délégués de 156 fédérations nationales présents au XXIe Congrès de la FIBA ont élu un nouveau président et de nouveaux membres au Bureau central pour la période 2019-2023.
Le Malien Hamane Niang, qui succède à Horacio Muratore pour devenir le nouveau président de la FIBA, a été élu à l’unanimité par tous les membres présents. Il était auparavant vice-président de la FIBA et également président de la FIBA Afrique pour la période 2014-2019.
Mis en cause pour son inaction par une enquête du New York Times l’accusant d’avoir ignoré des comportements de harcèlement sexuel au Mali, il ne se représente pas en 2023